# Liqui Moly
Die Liqui Moly GmbH ist ein Ulmer Unternehmen, das auf die Herstellung von Additiven, Schmierstoffen und Motorenölen spezialisiert ist. Das Unternehmen gehört der Würth-Gruppe.

## Geschichte
Das Unternehmen wurde im Jahr 1957 von Hans Henle in Ulm gegründet. Das Patent zur Herstellung von Molybdändisulfid bildete die Basis für das Unternehmen, das Additive, Öle und Schmierstoffe produziert und vertreibt. Das Additiv zum Motorenöl auf Basis des verflüssigten Festschmierstoffes Molybdändisulfid (MoS2) war das erste Produkt von Liqui Moly; es sollte die Schmiereigenschaften von Öl verbessern. Im vergangenen Jahrhundert nutzte die U.S. Air Force MoS2 als Additiv für das Motorenöl ihrer Flugzeuge, damit im Fall eines Öltank-Treffers der Schmierfilm nicht abriss und eine Landung möglich war.
1990 wechselte Ernst Prost von Sonax zu Liqui Moly. Bis 1998 kaufte er die Firmenanteile von Hans Henle und übernahm so die Firma. 2006 wurde das Mineralölwerk Méguin in Saarlouis gekauft.
Das Unternehmen wurde zum Jahreswechsel 2017/18 durch einen Anteilsverkauf des bisherigen geschäftsführenden Gesellschafters Ernst Prost Teil der Würth-Gruppe, welche nun alleinige Eigentümerin von Liqui Moly ist.
Von 2018 bis 2022 war Günter Hiermaier zweiter Geschäftsführer neben dem langjährigen Geschäftsführer Ernst Prost. Im Februar 2022 ist Prost in den Ruhestand gegangen. Anschließend war Günter Hiermaier bis Ende 2022 alleiniger Geschäftsführer von Liqui Moly. Der langjährige kaufmännische Leiter des Ulmer Unternehmens, Uli Weller, wurde zur Jahreswende 2022/2023 zweiter Geschäftsführer der Unternehmensgruppe. Seit September 2024 ergänzt Exportleiter Salvatore Coniglio die Geschäftsleitung.

## Produkte und Dienstleistungen

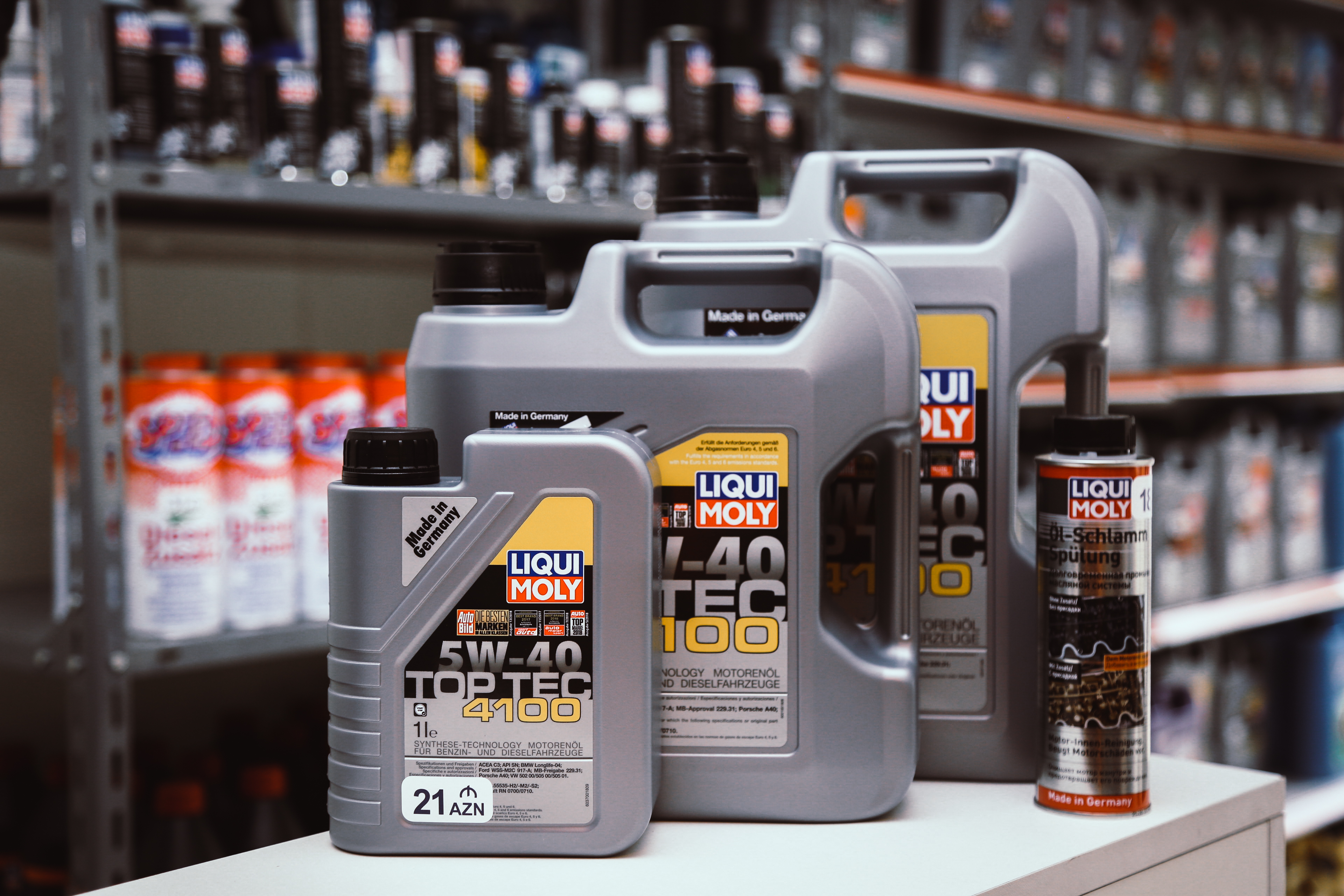
Verschiedene Liqui-Moly-Öle

Neben Motorölen und Additiven verkauft das Unternehmen Getriebeöle, Fette, Pasten, Klebstoffe sowie Produkte für den Service und die Fahrzeugpflege für Motorräder, Oldtimer, Elektrofahrzeuge, Fahrräder, Gartengeräte, Boote, kleine Flugzeuge, den Campingbereich, Nutzfahrzeuge, Baumaschinen und Industrieanwendungen.
Das Unternehmen bietet Partnern und Kunden zudem Dienstleistungen sowie Werkzeuge und Ausrüstung an.

## Produktion

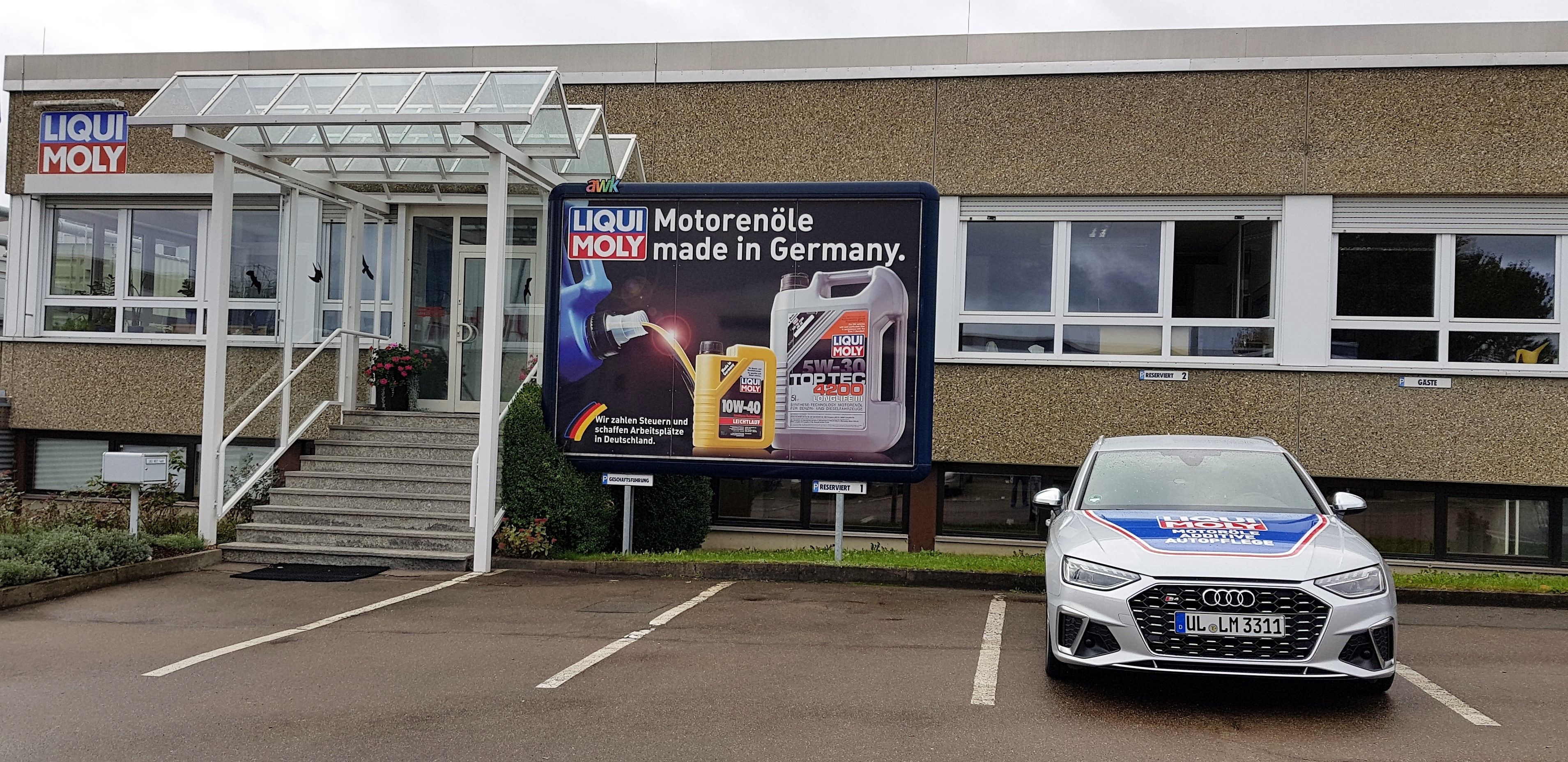
Sitz der Liqui Moly GmbH im Ulmer Stadtteil Lehr

Um sich vergrößern zu können, zog das Unternehmen 1974 von der Stadtmitte in den nördlichen Stadtteil Lehr. Dort befinden sich noch heute die Zentrale mit Verwaltung, Vertrieb, Forschungs- und Entwicklungseinrichtungen sowie die Produktionsstätten für sämtliche Additive und viele Fette und Pasten. Die Motorenöle produziert das Tochterunternehmen Meguin Mineraloelwerke in Saarlouis.

## Vertrieb
Produkte von Liqui Moly sind in 150 Ländern erhältlich. Eigene Vertriebstochtergesellschaften existieren in Österreich, Portugal, Frankreich, Italien, Australien, Südafrika, im Vereinigten Königreich (UK) und in den USA.

## Sponsoring
Das Unternehmen ist in einigen Bereichen des Sports wie z. B. dem Motorsport und Wintersport als Sponsor vertreten.

### Motorsport
- Seit 2013 Partner des Motorradteams Liqui Moly Husqvarna Intact GP in der Moto2- und Moto3-Klasse[12]
- Seit 2019 bei fast allen Rennen als Banden-Sponsor in der Formel 1[13]
- Seit 2022 Sponsor der FIM Motocross-Weltmeisterschaft (MXGP) sowie der FIM Motocross of Nations (MXoN) und der FIM Snowcross-Weltmeisterschaft (SNX)[14]
- Schmierstoffpartner der Moto2 und Moto3[12]
- Sponsor von Engstler Motorsport in der DTM

### Sport
- Seit 2011 Partner von ratiopharm Ulm in der Basketball-Bundesliga[15]
- Seit der Saison 2017/18 Haupt- und Stadionsponsor des VfB Eichstätt[16]
- Von 2019 bis 2024 Namenssponsor der Handball-Bundesliga[17][18]
- Namenssponsor der Französischen Starligue LNH
- Partner der Men’s EHF Euro 2024 in Deutschland
- Seit 2024 der Sponsor des SSV Ulm 1846 in der 3. Fußball-Liga

### Wintersport
- Seit der Saison 2016/2017 Partner der Eisbären Berlin in der Deutschen Eishockey Liga DEL[19]
- 2024 Sponsor der IIHF-Eishockey-Weltmeisterschaft in Tschechien
- In der Saison 2023/2024 Sponsor u. a. beim FIS Ski Alpin Weltcup, der Vierschanzentournee, dem Hahnenkammrennen in Kitzbühel und beim IBSF-Weltcup